# 弥栄神社 (長野市)
弥栄神社（やさかじんじゃ）は、長野県長野市上西之門町にある神社。

## 概要
善光寺山門の南西、仲見世通りの2本西側の西之門通りに面して鎮座する。普段は観光客の喧騒からも離れた小さな神社だが、古くは日本三大祇園祭にも数えられた「ながの祇園祭（弥栄神社御祭礼）」の舞台である。
創建は一説に1196年（建久7年）、源頼朝が信濃国を視察した際に、疫病除けのため京都八坂神社を勧請したという。社地は1774年（安永3年）に善光寺大勧進住職から寄進されたもので、善光寺との関わりは今でも深い。

## 歴史
- 1196年（建久7年） - 源頼朝により創建と伝えられる。
- 1774年（安永3年） - 善光寺大勧進住職から社地を寄進される。
- 1965年（昭和40年）〜1967年（昭和42年） - 松代群発地震が発生し、御祭礼の屋台巡行を自粛する。以降、屋台巡行が毎年は行われなくなる。
- 2012年（平成24年） - 御祭礼屋台巡行が、「ながの祇園祭　御祭礼屋台巡行」として復活し、以降毎年開催される。

## 境内

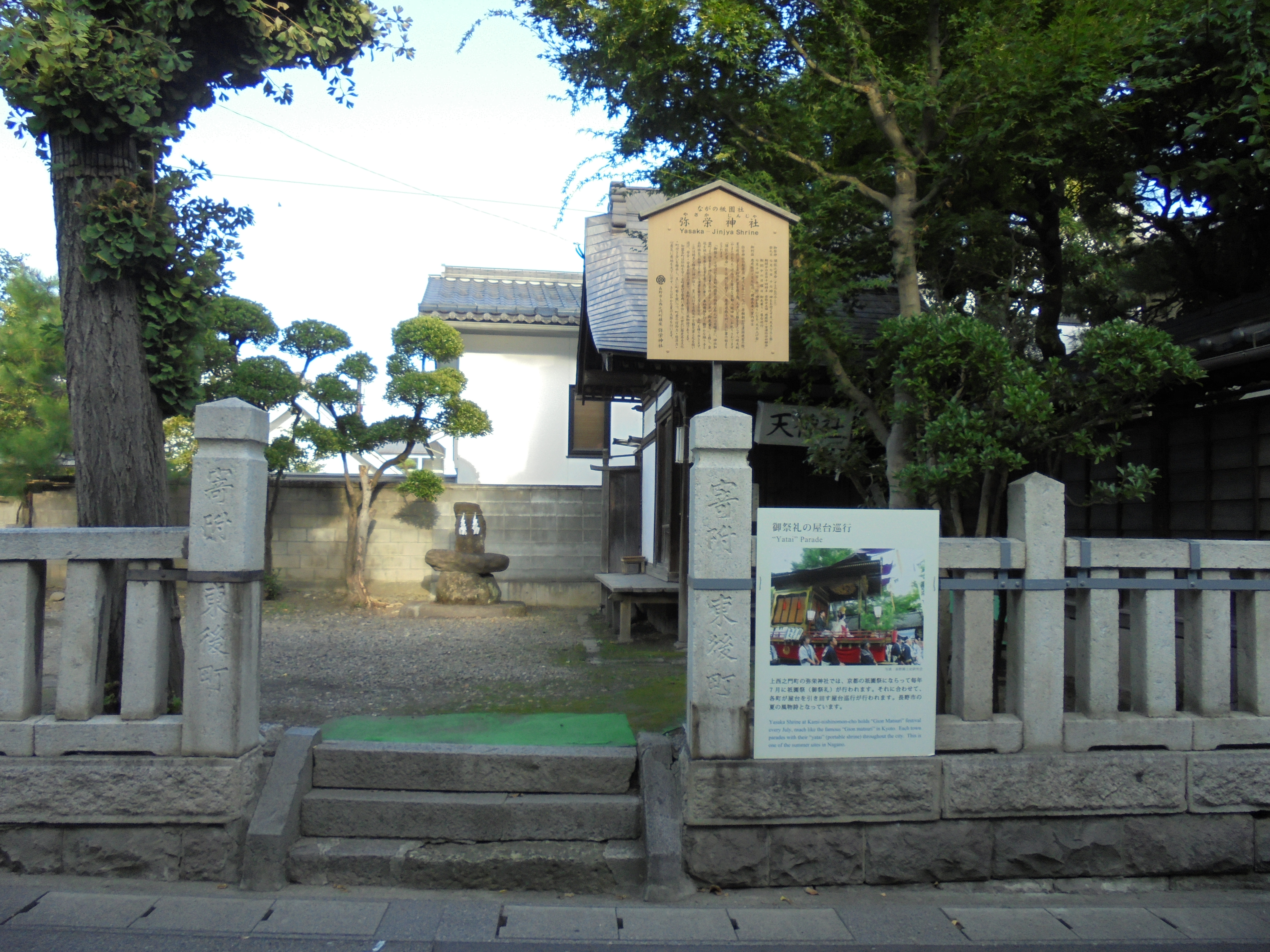
境内の様子

- 本殿 - 1847年（弘化4年）以前の建築と見られる覆屋（切妻造・瓦葺き・漆喰壁）に覆われている。
- 仮拝殿 - 1947年（昭和22年）ごろに建てられたもので、御祭礼中のみ本殿の前に組み立てられる。期間外は湯福神社に解体保管されている。
- 天神社

## 御祭礼（ながの祇園祭）
当神社の祭礼（弥栄神社御祭礼）は、京都の祇園祭と同様に屋台巡行が最大の行事になっている。この屋台巡行は、戦前には京都（八坂神社）、広島（厳島神社）に並ぶ「日本三大祇園祭」と呼ばれた大祭であったが、経済面や人手不足を原因として徐々に衰退。松代群発地震の影響で1965年（昭和40年）から1967年（昭和42年）にかけて開催自粛したのをきっかけに、7年に一度の善光寺御開帳の年のみの開催となってしまった。
その後、長野の夏のビッグイベントは、1971年（昭和46年）から始まった長野びんずるに取って代わられることとなる。しかし、かつて隆盛を極めたこの御祭礼の価値も見直され、2012年（平成24年）から「ながの祇園祭 御祭礼屋台巡行」として復活し、現在では毎年屋台巡行が行われるようになっている。
当神社は前述の通り善光寺との関係も深く、江戸時代には善光寺大勧進の指揮のもとで御祭礼が行われ、善光寺御祭礼とも呼ばれていた。現在でも、祭の最初と最後の神事には善光寺の僧侶が参列している。

### 現在の様子
祭の流れ
- 7月初頭 - 仮拝殿を本殿前に組み立て。
- 天王下ろし祭（7月7日）
  - 宮司、その年の屋台巡行で御先乗りを務める少年、善光寺関係者、地元関係者が参列して、仮拝殿にて神事が行われる。
  - かつて参拝者が初生りのきゅうりを奉納した習わしから、参列者・参拝者には御札ときゅうりが配られる。
- 宵山・宵宮（期間中の土曜日）
  - 屋台巡行の前夜祭である。
  - 宵山は、北石堂町のながの東急百貨店第一駐車場で開かれる。北石堂町・南石堂町の屋台が置かれ、様々な演目が披露される。このほか、各種振る舞いや飲食店の出張販売もある。
  - 宵宮は、権堂町の秋葉神社境内で開かれる。権堂町の屋台が置かれ、同町の勢獅子（きおいじし）とともに様々な演目が披露される。
  - 元善町宵山は、善光寺駒返橋前で開かれる。元善町の屋台が置かれ、前述の縁起物のきゅうりが振る舞われる。
- 屋台巡行（期間中の日曜日[6]）
  - 善光寺町の屋台巡行加盟20町が、それぞれの屋台を引く。2017年（平成29年）度は、このうち4町が巡行し、2町が置き屋台として参加した。
  - 年番の町から選ばれた少年が「御先乗り」として、馬に跨り弥栄神社からもんぜんぷら座前（新田町）に向かう。各町を出発した屋台も、それぞれもんぜんぷら座前に集まる。
  - 午前10時、ここで御先乗りの少年が注連縄を太刀で切り落とす（注連縄切り・綱切り式）と、屋台巡行の開始となる。
  - 御先乗りを先頭に各町屋台とも中央通り（善光寺表参道）を北上。大門町・善光寺大本願前などで踊りを披露しながら善光寺山門に向かう。
  - 昼頃、善光寺山門前で舞を奉納（山門答礼）した後、東之門町寛慶寺前・善光寺大勧進前・弥栄神社前でも舞を奉納する。
  - その後、午後は各町分かれて長野市街地をくまなく回り、17時頃にそれぞれの町に戻る。
- 天王上げ祭（7月14日）
  - 天王下ろし祭同様に神事が行われ、開かれていた本殿の扉が閉じられる。

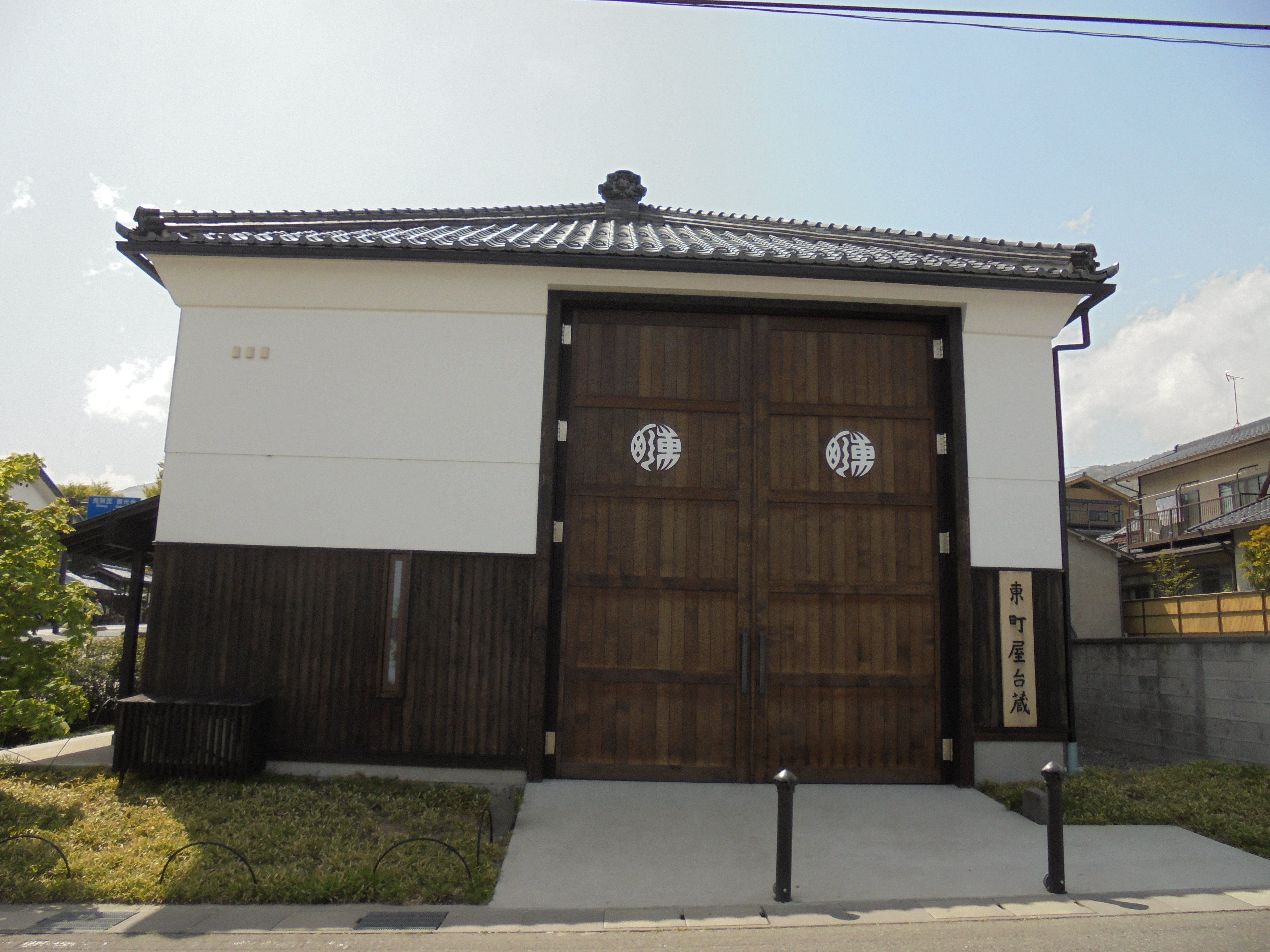
各町における屋台保存の例―東町屋台蔵（東町）

- 7月下旬 - 仮拝殿を解体。

| 町名     | 種類                            | 制作年                                             | 特徴                                                                     | 保存状況           | 直近の屋台巡行参加         |
| -------- | ------------------------------- | -------------------------------------------------- | ------------------------------------------------------------------------ | ------------------ | -------------------------- |
| 大門町   | 1. 踊り屋台 2. 底抜け 3. 本屋台 | 1. 1914年（大正3年） 2. 不明 3. 1859年（安政6年）  | 1-2. 白木造 3. 山崎儀作（妻科）作                                        | 解体保存           | 2014年（平成26年）巡行     |
| 元善町   | 1. 踊り屋台 2. 底抜け 3. 本屋台 | 1. 1919年（大正8年） 2. 不明 3. 江戸末期〜明治初期 | 3. 伊勢町から譲受                                                        | 解体保存           | 2017年（平成29年）巡行     |
| 横沢町   | 傘鉾                            | 1873年（明治6年）                                  |                                                                          | 長野市立博物館展示 | 2017年（平成29年）展示     |
| 西之門町 | 1. 本屋台 2. 底抜け             | 1. 1893年（明治26年） 2. 不明                      |                                                                          | 解体保存           |                            |
| 桜枝町   | 本屋台                          | 1895年（明治28年）                                 | 山崎儀作（妻科）作。ケヤキ造、人形は神武天皇、天井に龍の彫刻             | 解体保存           | 2016年（平成28年）巡行     |
| 栄町     | 本屋台                          | 1903年（明治36年）                                 | 白木造（一部金漆塗り）                                                   | 解体保存           |                            |
| 西町上   | 本屋台                          | 1793年（寛政5年）                                  | 総黒漆塗り、ケヤキ・ヒノキ材（長野市指定文化財）                         | 長野市立博物館展示 |                            |
| 東之門町 | 二階建て                        | 大正末期                                           |                                                                          | 解体保存           |                            |
| 伊勢町   | 1. 踊り屋台 2. 底抜け           | 不明                                               |                                                                          | 解体保存           |                            |
| 岩石町   | 1. 踊り屋台 2. 底抜け           | 不明                                               |                                                                          | 解体保存           |                            |
| 東町     | 本屋台                          | 1872年（明治5年）                                  | 山崎儀作（妻科）作                                                       | 組立保存           | 2017年（平成29年）置き屋台 |
| 西後町   | 本屋台                          | 1872年（明治5年）                                  | 山崎儀作（妻科）作。総ケヤキ造                                           | 解体保存           | 2015年（平成27年）巡行     |
| 東後町   | 踊り屋台                        | 1918年（大正7年）                                  |                                                                          | 解体保存           |                            |
| 権堂町   | 二階建て                        | 1913年（大正2年）                                  | 和田三郎次（田町）作。上段が踊り屋台、下段が囃子方                       | 解体保存           | 2017年（平成29年）巡行     |
| 問御所町 | 本屋台                          | 1872年（明治5年）                                  | 山崎儀作（妻科）作。総漆塗り、天井に金箔塗りの大鳳凰                     | 解体保存           | 2014年（平成26年）巡行     |
| 上千歳町 | 踊り屋台                        | 昭和初期                                           |                                                                          | 解体保存           | 2013年（平成25年）巡行     |
| 緑町     | 本屋台                          | 明治初期か                                         | 北村喜代松一門作                                                         | 組立保存           | 2015年（平成27年）巡行     |
| 新田町   | 1. 踊り屋台 2. 底抜け           | 1. 1924年（大正13年） 2. 不明                      | 1. 白木造、元は囃子方の屋台と一対で運行                                  | 解体保存           | 2015年（平成27年）置き屋台 |
| 北石堂町 | 本屋台                          | 1936年（昭和11年）                                 | 唯一の二輪屋台。1964年（昭和39年）正面柱右に昇龍、左に降龍の彫物を足す。 | 解体保存           | 2017年（平成29年）置き屋台 |
| 南石堂町 | 踊り屋台                        | 1937年（昭和12年）                                 | 釘を使用していない。                                                     | 解体保存           | 2017年（平成29年）巡行     |
| 南千歳町 | 踊り屋台                        | 1930年（昭和5年）                                  | 白木造                                                                   | 解体保存           | 2016年（平成28年）巡行     |

## 交通
- JR・長野電鉄長野駅からアルピコ交通（川中島バス）11・16・17系統に乗車、「善光寺西」下車
- 長野電鉄善光寺下駅下車